# Esther Schweins

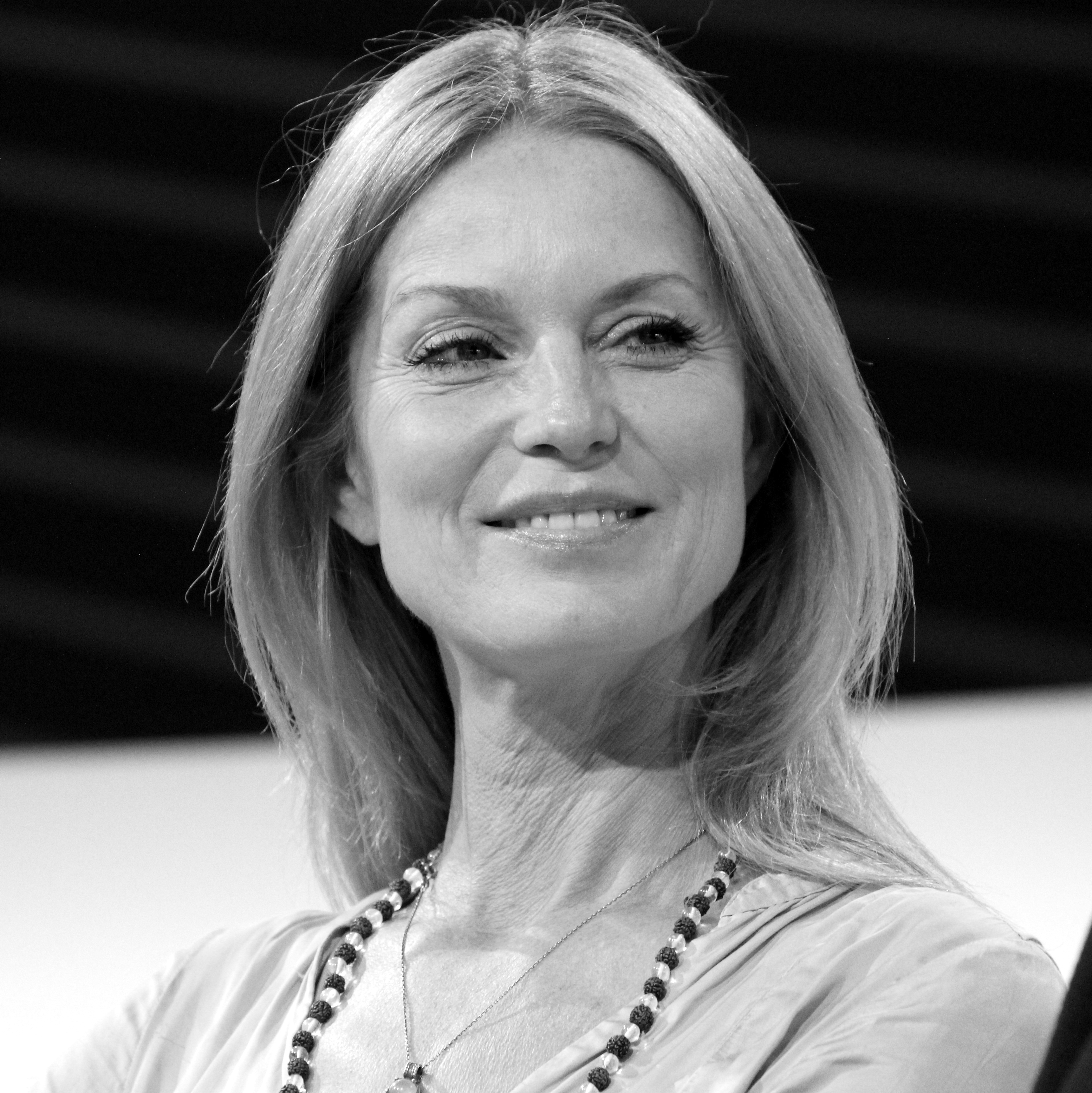
Esther Schweins, 2018

Esther Schweins (* 18. April 1970 in Oberhausen) ist eine deutsche Schauspielerin, Synchronsprecherin, Moderatorin und Theaterregisseurin. Ihre Karriere begann sie in den 1990er Jahren als Komikerin in der Fernsehsendung RTL Samstag Nacht. Seit 1994 spielte sie bislang in über 70 Film- und Fernsehproduktionen mit, in Filmen wie Der Trip – Die nackte Gitarre 0,5, Das Superweib, Höllische Nachbarn und Die Hälfte der Welt gehört uns – Als Frauen das Wahlrecht erkämpften.

## Privatleben
Esther Schweins, Tochter eines Teppichhändlers und einer Fotografin, wurde in Oberhausen geboren und wuchs gemeinsam mit ihrem Bruder in Viernheim auf.
Bei einem Urlaub in Sri Lanka im Dezember 2004 wurden nach eigenen Angaben Schweins und ihre Mutter von einer Tsunami-Welle infolge eines Erdbebens im Indischen Ozean mitgerissen. Beide überlebten, wobei ihre Mutter einen Herzinfarkt erlitt. Unter dem Eindruck des Ereignisses reduzierte Schweins ihre Besitztümer, auch engagiert sie sich für die Tsunami-Opfer in Sri Lanka. Sie gab ihren deutschen Wohnsitz auf und lebte vorübergehend bei Freunden und in Hotels. Seit 2008 hat sie einen festen Wohnsitz auf Mallorca.
Von 1995 bis 1997 waren Schweins und ihr Schauspieler-Kollege Ralf Bauer ein Paar. Ab 2006 war Schweins mit einem Landwirt auf Mallorca liiert und bekam mit ihm eine Tochter (* 2007) und einen Sohn (* 2008). Ihr Lebensgefährte starb im September 2017 an den Folgen von Darmkrebs.

## Karriere

### Frühe Jahre und Theater

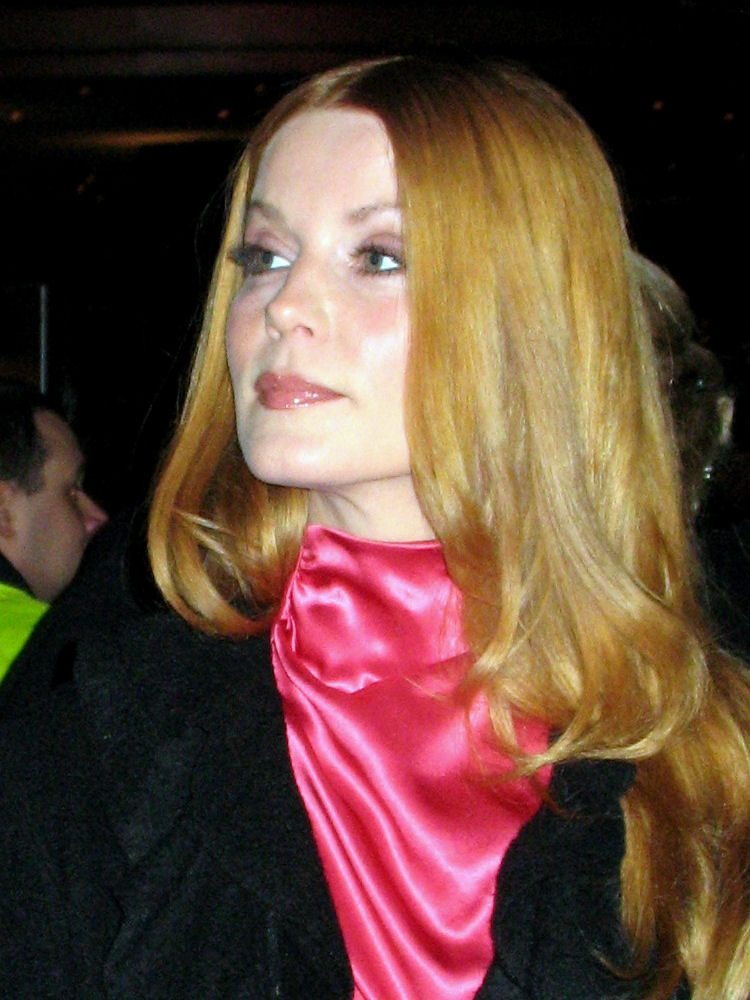
Esther Schweins, 2009

Nach Abschluss ihrer Schulzeit nahm Schweins Schauspielunterricht in Karlsruhe, wo sie 1991 am Theater die insel sowie bei den Gengenbacher Festspielen unter der Regie von Werner Wedekind in Goethes Faust I die Rolle der Lilith spielte. Nach ihrer Rückkehr ins Ruhrgebiet setzte sie ihren Schauspielunterricht ein Jahr lang an der Westfälischen Schauspielschule Bochum ohne Abschluss fort. Während dieser Zeit jobbte sie in einer Casting-Agentur und als Moderatorin, u. a. im Bavaria-Filmpark in Bottrop sowie bei der Avantgarde-Modenschau Art Couture.
2000 nahm Schweins ihre Arbeit als Theaterregisseurin auf, indem sie die Regie für die deutsche Version des Einpersonenstücks Caveman führte, das in den Folgejahren auf zahlreichen Bühnen in ihrer Inszenierung zur Aufführung kam. Mit Caveman-Darsteller Kristian Bader inszenierte Schweins 2009 mit Hi Dad! eine weitere Ein-Personen-Comedy, die ebenfalls auf Tournee ging.

### Film und Fernsehen
1993 kam Schweins zum Fernsehen. Sie war Gründungsmitglied der erfolgreichen Fernseh-Comedy-Reihe RTL Samstag Nacht, einer deutschen Variante der US-Show Saturday Night Live, die sie erstmals einem breiteren Publikum bekanntmachte. Großen Erfolg hatte sie dort mit einer Parodie der damaligen MTV-Moderatorin Kristiane Backer als Kristiane Kacker. Für ihre Leistung in der Show bekam sie 1994 den Bambi und den Bayerischen Fernsehpreis. Sie blieb bis zum Ende der Comedyshow 1998 neben Wigald Boning, Olli Dittrich, Stefan Jürgens, Tanja Schumann und Mirco Nontschew festes Ensemblemitglied.
Seit 1994 spielt Schweins regelmäßig in Film- und Fernsehproduktionen mit. Ihr Debüt gab sie in der Fernsehserie Drei zum Verlieben. Es folgten Rollen in zahlreichen Kino- und Fernsehfilmen. In der Filmsatire Der Trip – Die nackte Gitarre 0,5 spielte sie 1996 neben Dieter Thomas Kuhn die weibliche Hauptrolle der reichen Petra. Sönke Wortmann besetzte sie in seinem Spielfilm Das Superweib. In der RTL-Komödie Höllische Nachbarn (1998) und deren Fortsetzung Höllische Nachbarn – Nur Frauen sind schlimmer (2000) war sie als Katharina Buck an der Seite von Markus Majowski, Anna Loos und Christine Kaufmann zu sehen.
In der arte-Fernsehdokumentation Die Hälfte der Welt gehört uns – Als Frauen das Wahlrecht erkämpften spielte sie 2018 als britische Frauenrechtlerin Emmeline Pankhurst eine der weiblichen Hauptrollen.
Seit 1995 übernimmt Schweins regelmäßig in zahlreichen Fernsehserien und -reihen, u. a. in Alles außer Mord, Tatort, Denninger – Der Mallorcakrimi, Blond: Eva Blond!, Donna Leon, Das Traumhotel, Das Traumschiff und Inga Lindström, Gastrollen.
Sie spielt auch mehrere feste und wiederkehrende Rollen in Film- und Fernsehreihen. In der sechsteiligen Sat.1-Fernsehreihe Ein Fall für den Fuchs mit Walter Sittler und Simone Thomalla in den Hauptrollen übernahm sie als Sandra eine Nebenrolle. Von 2020 bis 2024 gehörte sie in der ZDF-Serie Blutige Anfänger von der ersten Staffel an als Kriminalpsychologin bzw. Dekanin der Polizeifachhochschule Dr. Julia Salomon zur Hauptbesetzung und verkörpert seit jenem Jahr als Staatsanwältin Barbara Geldermann eine durchgehende Nebenrolle in der ARD-Fernsehserie Die Kanzlei an der Seite von Herbert Knaup und Sabine Postel.
Esther Schweins betätigt sich neben ihrer Arbeit vor der Kamera auch als Synchronsprecherin; u. a. lieh sie Cameron Diaz zwischen 2001 und 2010 in den „Shrek“-Filmen als Prinzessin Fiona ihre Stimme. Außerdem sprach sie in der WDR-Dokumentationsreihe Unser Land in den 70ern von 2017 die erste Folge zum Jahr 1970 (Als das Wetter verrücktspielte – 1970), in dem sie geboren wurde.

### Moderation
Von 2002 bis 2011 moderierte Schweins für den damaligen ZDFtheaterkanal und für 3sat die Magazinsendungen Foyer und Theaterlandschaften. 2019 führte sie durch die fünfteilige arte-Reportagereise Yoga in Indien. Im selben Jahr präsentierte sie in der NDR-Sendung Mehr wissen – besser leben eine Reportage zu den Themen Plastikmüll in den Ozeanen, Lebensmittelverschwendung und Wegwerfmode.

### Politisches Engagement
Vor den Bundestagswahlen von 2002 und 2005 engagierte sich Schweins im Wahlkampf jeweils öffentlich für die SPD.

## Filmografie

### Kinofilme
- 1995: Der Trip – Die nackte Gitarre 0,5
- 1996: Das Superweib
- 1996: Weibsbilder
- 1996: Rosenkavalier
- 2000: Lava
- 2005: Kampfansage – Der letzte Schüler
- 2005: Feuer
- 2005: Maria an Callas
- 2006: Die Anruferin
- 2010: Vorstadtkrokodile 2
- 2010: Liebling, lass uns scheiden
- 2015: Mara und der Feuerbringer
- 2019: Rate Your Date
- 2022: Love Machine 2
- 2023: Caveman

### Fernsehfilme
- 1996: Küsse niemals deinen Chef
- 1997: Null Risiko und reich
- 1997: Ein Schloß für Rita
- 1998: Höllische Nachbarn
- 1998: Drei Tage Angst
- 1999: Ich bin kein Mann für eine Frau
- 1999: Der Kurier des Zaren
- 2000: Kinderraub in Rio – Eine Mutter schlägt zurück
- 2000: Höllische Nachbarn – Nur Frauen sind schlimmer
- 2001: Klassentreffen – Mordfall unter Freunden
- 2001: Paps, Versprechen hält man!
- 2001: Wann ist der Mann ein Mann
- 2002: Die fabelhaften Schwestern
- 2002: Familie XXL
- 2002: Wann ist der Mann ein Mann?
- 2002: Auch Engel wollen nur das Eine
- 2003: Küss’ niemals einen Flaschengeist
- 2005: Tausche Kind gegen Karriere
- 2005: Nachtasyl
- 2006: Vater Undercover – Im Auftrag der Familie
- 2007: Der Butler und die Prinzessin
- 2008: Küss mich, wenn es Liebe ist
- 2012: Die Rache der Wanderhure
- 2012: Die Wüstenärztin
- 2013: Blutsschwestern – jung, magisch, tödlich
- 2013: Sommer in Rom
- 2013: Engel der Gerechtigkeit – Kopfgeld
- 2013: Die Frauen der Wikinger – Odins Töchter
- 2014: Siebenschön
- 2017: Zaun an Zaun
- 2018: Die Hälfte der Welt gehört uns – Als Frauen das Wahlrecht erkämpften
- 2025: Der Norden zwischen Petticoat und Spätheimkehrern (Dokudrama)

### Fernsehserien und -reihen
- 1993–1998: RTL Samstag Nacht
- 1994: Drei zum Verlieben
- 1995: Zwei Partner auf 6 Pfoten
- 1995: Alles außer Mord (Folge Das blonde Gift)
- 1995: Tatort: Mordnacht
- 1997: Tatort: Bierkrieg
- 1998: Der Clown
- 2003: Denninger – Unter Haien
- 2004–2007: Ein Fall für den Fuchs (6 Folgen)
- 2006: Blond: Eva Blond! – Epsteins Erbe
- 2006: Die Cleveren (8 Folgen)
- 2006: Donna Leon – Endstation Venedig
- 2010: Tatort: Borowski und eine Frage von reinem Geschmack
- 2010: Der Doc und die Hexe (2 Folgen)
- 2012: Donna Leon – Schöner Schein
- 2013: Das Traumhotel – Myanmar
- 2013: Liebe am Fjord – Sog der Gezeiten
- 2013: Das Traumschiff: Malaysia
- 2014: Rosamunde Pilcher: Anwälte küsst man nicht
- 2017: Bad Cop – kriminell gut (Folge Zzizzi)
- 2017: Inga Lindström: Das Haus am See
- 2019: Stadtkomödie – Curling for Eisenstadt
- seit 2020: Die Kanzlei
- 2020–2024: Blutige Anfänger
- 2022: Wilsberg: Gene lügen nicht
- 2023: Das Traumschiff: Walvis Bay
- 2024: Rosamunde Pilcher: Frühstück bei Tessa

### Synchronrollen
- 2001: Shrek – Der tollkühne Held (Shrek) als Prinzessin Fiona für Cameron Diaz
- 2004: Shrek 2 – Der tollkühne Held kehrt zurück (Shrek 2) als Prinzessin Fiona für Cameron Diaz
- 2007: Shrek der Dritte (Shrek the Third) als Prinzessin Fiona für Cameron Diaz
- 2007: Der Fuchs und das Mädchen (Le Renard et l'Enfant) als Erzählerin für Isabelle Carré
- 2010: Für immer Shrek (Shrek Forever After) als Prinzessin Fiona für Cameron Diaz

## Hörbücher
- Silke Burmeister; Oliver Versch (Hrsg.): Das geheime Tagebuch der Carla Bruni. Hörbuch, Random House Audio 2008, ISBN 978-3-8371-0014-3.
- Eine Frau – ein Buch, das Hörbuch: eine Frau sollte einige Dinge wissen über das Leben. Random House, Köln 2009, ISBN 978-3-8371-0142-3.

## Auszeichnungen
- 1994: Bambi für RTL Samstag Nacht
- 1994: Bayerischer Fernsehpreis für RTL Samstag Nacht